# Де Вилде, Нилс
Нилс Де Ви́лде (нидерл. Nils De Wilde; род. 27 января 2003) — бельгийский футболист, полузащитник клуба «Серкль Брюгге».

## Клубная карьера
Де Вилде — воспитанник клубов «Локерен» и «Андерлехт». В 2023 году Нилс подписал контракт с «Серкль Брюгге». 30 июля в матче против «Антверпена» он дебютировал в Жюпиле лиге.